# Mitchell Sharp
Mitchell William Sharp (ur. 11 maja 1911 w Winnipeg, zm. 19 marca 2004 w Ottawie), polityk kanadyjski.
Studiował na Uniwersytecie w Manitobie oraz w London School of Economics. Był związany z partią liberalną.
W 1947 rozpoczął służbę publiczną, jako dyrektor departamentu w Ministerstwie Finansów. W latach 1951–1957 zajmował się międzynarodowymi stosunkami gospodarczymi jako doradca wiceministra przemysłu i handlu. Następnie przez krótki czas sam był wiceministrem przemysłu i handlu.
W 1963 został wybrany w okręgu Eglinton do parlamentu i wkrótce objął stanowisko ministra przemysłu i handlu; w latach 1965–1968 był ministrem finansów, a 1968–1974 sekretarzem stanu (ministrem) ds. zagranicznych. 1974–1978 przewodniczył Tajnej Radzie oraz kierował frakcją rządową w Izbie Gmin. 1978 zrezygnował z mandatu deputowanego.
W kolejnych latach pracował w prywatnym sektorze gospodarczym, pozostawał jednocześnie doradcą premiera Kanady Jeana Chretiena (1993–2003).